# Суонн, Джеймс
Джеймс Э́двард Суонн (англ. James Edward Swann, Jr., прозвище — «The Shotgun Stalker», род. 1964) — американский серийный убийца. Убийства осуществлял по одному и тому же сценарию — останавливался на автомобиле возле прохожего, стрелял в него из дробовика, а затем уезжал. Совершил 14 нападений, убил 4 и ранил 5 человек. 19 апреля 1993 года был арестован полицией. Был признан невменяемым и заключён в психиатрическую больницу.